# John Charles Shaw
John Charles Shaw, nato John Shaw (Penistone, 1830 – Birmingham, 1918), è stato un calciatore inglese.

## Biografia
Nato solo John Shaw, scelse Charles come secondo nome mentre era a Sheffield per acquisire maggior prestigio aziendale.
Nel 1868 è stato vicepresidente e dal 1869 presidente della federazione calcistica della città di Sheffield.
Per impegni di lavoro si è in seguito trasferito a Birmingham, dove è morto nel 1918.

## Carriera
Ha iniziato a giocare a calcio nello Sheffield Football Club, il più antico club di football, nel 1859.
Ha legato la sua carriera all'Hallam Football Club, club con il quale ha vinto la prima competizione calcistica della storia, la Youdan Cup, da capitano.
Ha poi capitanato, nel 1876, all'età di 46 anni, la squadra dei Thursday Wanderers.

## Palmarès
- Youdan Cup: 1

Hallam: 1867